# Дадаян, Сурен Христофорович
Сурен Христофорович Дадая́н (1904—1972) — советский хозяйственный, государственный и партийный деятель.

## Биография
Родился в 1904 году в Баку. Член ВКП(б).
С 1929 года — на хозяйственной, общественной и политической работе.
В 1929—1972 годы на руководящих работах в нефтепромышленном комплексе Госплана СССР:
- управляющий трестом «Азнефтеснаб»,
- начальник Главтехснабнефти,
- заместитель министра нефтяной промышленности СССР,
- заместитель председателя Новосибирского отделения АН СССР,
- начальник Главного управления по планированию Госплана СССР.

За разработку конструкции труб, улучшающих технологию бурения и эксплуатацию нефтяных скважин в составе коллектива был удостоен Сталинской премии 1949 года.
Умер в Москве в 1972 году.

## Признание
- Сталинская премия третьей степени (1949)— за разработку конструкции труб, улучшающих технологию бурения и эксплуатацию нефтяных скважин
- ордена и медали